# Stjärnmuräna
Stjärnmuräna (Echidna nebulosa) är en fiskart som först beskrevs av Ahl, 1789.  Stjärnmuräna ingår i släktet Echidna och familjen Muraenidae. Inga underarter finns listade i Catalogue of Life.